# Koechlinite
La koechlinite è un minerale appartenente al gruppo omonimo. Prende il nome da Rudolf Koechlin, mineralologo austriaco.